# Woodsia brownii
Woodsia brownii là một loài dương xỉ trong họ Woodsiaceae. Loài này được Mett. mô tả khoa học đầu tiên năm 1856.
Danh pháp khoa học của loài này chưa được làm sáng tỏ. 